# Dischidodactylus
Genre
Dischidodactylus est un genre d'amphibiens de la famille des Craugastoridae.

## Répartition
Les 2 espèces de ce genre sont endémiques de l'État d'Amazonas au Venezuela.

## Liste d'espèces
Selon Amphibian Species of the World (3 juillet 2014) :
- Dischidodactylus colonnelloi Ayarzagüena, 1985
- Dischidodactylus duidensis (Rivero, 1968)

## Étymologie
Le nom de ce genre vient du grec dischidos, divisé, et du grec dactylos, le doigt ou l'orteil.

## Publication originale
- Lynch, 1979 : A new genus for Elosia duidensis Rivero (Amphibia Leptodactylidae) from southern Venezuela. American Museum Novitates, no 2680, p. 1-8 (texte intégral).